# 福岡県立門司高等学校
福岡県立門司高等学校（ふくおかけんりつもじこうとうがっこう, Fukuoka Prefectural Moji High School）は、かつて福岡県北九州市門司区丸山3丁目1番1号に存在していた公立高等学校。
福岡県内の高等学校再編のため、福岡県立門司北高等学校と統合の上、福岡県立門司学園中学校・高等学校（中学は2004年（平成16年）、高校は2007年（平成19年））が設置された。定時制課程は2006年度（平成18年度）より、定時制課程は2007年度（平成19年度）より募集を停止し、2009年（平成21年）3月に最後の卒業生を送り出し、閉校した。校地・校舎・施設などは閉校まで門司学園高等学校と共用し、閉校後は同校に引き継がれた。なお、2012年度（平成24年度）より中学のある旧門司北高校跡地に、高校校舎も移転した。

## 概要
歴史
1923年（大正12年）に開校した福岡県立門司中学校（旧制中学校）を前身とする。創立85年目に閉校した。
学区
福岡県第二学区（門司区）
設置課程・学科
全日制課程 普通科（普通コース・数理科学コース）および定時制課程 普通科
校訓
「至誠至純、真理探究」

## 沿革
- 1923年（大正12年）- 「福岡県立門司中学校」として開校。
- 1942年（昭和17年）- 関門中学校（夜間中学校）として定時制課程を開設。
- 1948年（昭和23年）- 学制改革により、「福岡県立門司高等学校」（男子校）に改称。
- 1949年（昭和24年）- 「福岡県立門司東高等学校」（男女共学）に改称。
- 1964年（昭和39年）- 「福岡県立門司高等学校」に再改称。
- 1996年（平成8年）- 数理科学コースを開設。
- 2009年（平成21年）3月31日 - 閉校。

## 特徴
学校は山の奥にあり、坂道（通称：門高坂）を登らなければならない。自転車通学は禁止されている。また男子生徒は制帽を着用しなければいけない。着帽していないところを見られると教官室に呼ばれかなり厳しく指導される。このように風紀に関しては特に厳しい校風だった。

## 著名な出身者
- 青山真治（小説家・映画監督）
- 金井多喜男（元通商産業省繊維雑貨局長、元伊藤忠商事副会長、元東亜石油社長）
- 幸後和壽（元トクヤマ会長・社長）
- 高橋睦郎（詩人）
- 宅和本司（元プロ野球選手・南海ホークス）
- 山下奈緒美（RKB毎日放送アナウンサー）
- 原田徹（NHKアナウンサー）
- 城井崇（衆議院議員、立憲民主党）
- 畑中良輔 (バリトン歌手・音楽評論家・作曲家)
- 今浪祐介（放送作家）
- 江頭敏明（元三井住友海上火災保険会長・社長、MS&ADインシュアランスグループホールディングス代表取締役）